# Érsekléli érseki szék
A szakirodalomban kevéssé ismert Léli érseki nemesi székhez a középkorban és kora újkorban Komárom vármegyei érseki nemesi kuriális falvak és puszták tartoztak, az esztergomi érsek szolgálatában.
Elsősorban Örs, Czudor-Illés (?), Ontopa, Érseklél, Roczháza, Kistany, Szilas és Erős (?) tartoztak ide.

## Története
Az esztergomi érsekségnek Komárom vármegyében is voltak birtokai, sőt 1315-től (a várat csak 1317-ben sikerült visszafoglalni) 1320-ig Komárom vára is az érseké volt, de valószínűleg a király kérésére elcserélte azt Óbars és Bát mezővárosáért. A környéken lévő érseki nemesi telepek, valószínűleg az érsek uradalmi központjai közti kapcsolatot biztosították és a fontosabb útvonalakat védték.
A szék a török harcokban pusztult el teljesen, s bár névleg megújították, birtokait és közigazgatását összevonták a vajkai érseki székkel. Közös udvarbírájuk volt, de mindkét széknek volt saját aludvarbírája (alispánja), szolgabírája, voltak esküdtjei, jegyzői s egyéb alkalmazottai, akik a külön közigazgatási és bíráskodási jogból fakadó peres ügyekben, mint föllebbviteli bíróságnak, az esztergomi érseknek, illetve kancellárjának voltak alárendelve. 1726-ban készült a székben összeírás.
- Bálványszakállas, ma Keszegfalva része. 1285-ben IV. László Szakállas birtokot Lodomér esztergomi érseknek adományozta, és külön megemlítette, hogy megvédi őt a komáromi ispán ellen.[4] Közbirtokosságának rendelései 1587-ből maradtak fenn.[5] Temploma elpusztult.
- Érseklél,[6] ma Nagykeszi része. 1450-ben már a mai nevén volt említve. A szék központja a török harcokban teljesen elpusztult, 1554-1563 között nagyrészt elpusztult helységként tüntették fel. 1729-ben Fegyváry János az esztergomi érsektől itt némely részekre adományt nyert. Később még a Zámory, Illyés, Rédl, Bujna, Ghiczy és Rakovszky családok voltak a nagyobb közbirtokosai. Csupán középkori temploma állt a határban, melyet csak 1992-ben bontottak el.[7]
- Gadóc, ma Komárom része. 1483-ban a székhez tartozott.
- Kistany, ma Tany része.
- Ontopa puszta,[8] ma Csallóközaranyos része. 1449-ben nemesi faluként említik. A 18. században Ontopai Siskovich Antal birtoka volt. A 19. század elején Ghyczy Mátyás földszintes kúriát építtetett itt. Itt található a Kakal-tó.
- Örs, ma Örsújfalu része. 1407-ben érseki nemesek kiengedték halastavából a halakat.[9] 1482-ben Balázs comes ítélkezik egy nemesek közti perben Verebélyen.
- Roczháza (Rocsháza), ma Ekel része.
- Szilast a középkorban Vüstű néven említik.[10] A török időkben portyázó csapatok teljesen elpusztították, majd később Lakszakállas és Apácaszakállas lakói telepítették újra.

## Ismert hivatalnokai
- Püspöki Balázs érsekléli alispán 1482-ben[11]
- Pázmány Péter (1585-1636) alispán[12]

A nádorok személyét lásd még a vajkai széknél.